# Katzwang
Katzwang is een plaats in de Duitse gemeente Neurenberg, deelstaat Beieren, en telt 7217 inwoners (2003).